# ASL Airlines Spain
ASL Airlines Spain (ehemals PAN Air Líneas Aéreas) war eine spanische Frachtfluggesellschaft und Tochterunternehmen der ASL Aviation Group.

## Geschichte
PAN Air wurde 1987 gegründet und nahm am 15. Dezember 1988 den Flugbetrieb auf. Im Frühling 2016 wurden sowohl TNT Airways als auch PAN Air von ASL Aviation Group übernommen und als ASL Airlines Belgium beziehungsweise ASL Airlines Spain weitergeführt.
PAN Air flog hauptsächlich für TNT Airways, anschließend wickelte ASL Airlines Spain hauptsächlich Europaverkehre für das Schwesterunternehmen ASL Airlines Belgium ab.

## Flotte
Die Flotte der ASL Airlines Spain bestand mit Stand August 2018 aus einem Frachtflugzeug vom Typ BAe 146-300QT mit einem Durchschnittsalter von 27,2 Jahren.